# 巴利博县
巴利博县是东帝汶民主共和国博博纳罗区的一个县，该县面积297.08平方公里，2010年时人口为14851。